# مأمور ه.ا.ر.م
مأمور ه.ا.ر.م (انگلیسی: Agent for H.A.R.M.) یک فیلم علمی–تخیلی به کارگردانی گرد اوسوالد است که در سال ۱۹۶۶ منتشر شد.
«ه.ا.ر.م» اشاره به یک سازمان دولتی خیالی در آمریکا به نام «Human Aetiological Relations Machine» (دستگاه سبب‌شناسی روابط انسانی) دارد که شخصیت اصلی فیلم، مأمور این سازمان دولتی است.

## بازیگران
- پیتر مارک ریچمن
- کارل ازموند
- باربارا بوشه
- مارتین کوسلک
- وندل کوری
- آلیزا گور
- رابرت دانر